# 李寨镇 (永城市)
李寨镇，是中华人民共和国河南省商丘市永城市下辖的一个乡镇级行政单位。

## 行政区划
李寨镇下辖以下地区：
李寨村、余庄村、大李家村、苏各村、唐楼村、徐庄村、陈庄村、魏庄村、苏楼村、支庄村、张迁村、苏小庄村、彭庄村、二郎村、丁唐村、关庄村、麻冢村、苏暗楼村、庞庄村、曾楼村和苏李家村。